# Youssef Mekdafou
Youssef Mekdafou (né le 16 mai 1992 à Salé au Maroc), est un athlète franco-marocain, représentant la France, spécialiste des épreuves de fond et de cross-country.

## Carrière
Youssef Mekdafou est naturalisé français fin 2012.
Il remporte la médaille de bronze en cross par équipes espoirs lors des Championnats d'Europe de cross-country 2013 à Belgrade.
Il est médaillé d'or en cross par équipes lors des Championnats d'Europe de cross-country 2022 à Turin.

## Palmarès
| Date | Compétition                             | Lieu                  | Résultat | Épreuve  | Temps          |
| ---- | --------------------------------------- | --------------------- | -------- | -------- | -------------- |
| 2015 | Championnats de France du 10 000 mètres | Saint-Maur-des-Fossés | 2e       | 10 000 m | 29 min 23 s 79 |
| 2025 | Cross de la Sablière                    | Viroflay              | 1er      | 11 600 m | 40 min 27 s    |

| Date | Compétition                            | Lieu     | Résultat | Épreuve        | Temps          |
| ---- | -------------------------------------- | -------- | -------- | -------------- | -------------- |
| 2013 | Championnats d'Europe de cross-country | Belgrade | 25e      | Course espoirs | 24 min 43 s    |
| 2013 | Championnats d'Europe de cross-country | Belgrade | 3e       | Par équipes    | —              |
| 2014 | Championnats méditerranéens espoirs    | Aubagne  | 2e       | 10 000 m       | 30 min 52 s 54 |
| 2014 | Championnats d'Europe de cross-country | Samokov  | 11e      | Course espoirs | 26 min 6 s     |
| 2014 | Championnats d'Europe de cross-country | Samokov  | 4e       | Par équipes    | —              |
| 2015 | Coupe d'Europe du 10 000 mètres        | Chia     | 23e      | 10 000 m       | 30 min 22 s 93 |
| 2015 | Coupe d'Europe du 10 000 mètres        | Chia     | 7e       | Par équipes    | —              |
| 2022 | Championnats d'Europe de cross-country | Turin    | 43e      | Course seniors | 31 min 17 s    |
| 2022 | Championnats d'Europe de cross-country | Turin    | 1er      | Par équipes    | —              |

## Records
| Épreuve       | Épreuve   | Marque         | Lieu                  | Date          |
| ------------- | --------- | -------------- | --------------------- | ------------- |
| 10 000 mètres | Plein air | 29 min 23 s 79 | Saint-Maur-des-Fossés | 29 avril 2015 |
| 10 kilomètres | Plein air | 28 min 53 s    | Boulogne-sur-Mer      | 9 avril 2022  |